# Dangers
Dangers é uma comuna francesa na região administrativa do Centro, no departamento Eure-et-Loir. Estende-se por uma área de 7,45 km². Em 2010 a comuna tinha 437 habitantes (densidade: 58,7 hab./km²).